# لوفتفلوت 4
لوفتفلوت 4  (الأسطول الجوي الرابع) كان أحد الأقسام الرئيسية للوفتفافه الألمانية في الحرب العالمية الثانية. تم تشكيلها في 18 مارس 1939، من لوفتفافن كوماندو اوسترايك في فيينا. أعيد تصميم لوفتفلوت في 21 أبريل 1945، إلى لوفتفافن كوماندو 4، وأصبحت تابعًة للوفتفلوت 6. كانت لوفتفلوت 4، هي المسؤولة عن حملة القصف في ستالينجراد، حيث مات 40.000 مدني. تمركزت مفرزة لوفتفافه في رومانيا وبلغاريا وجنوب شرق بولندا والمجر وأوكرانيا والأراضي المحتلة الروسية لدعم قوات المحور؛ مع مكاتب القيادة في Morczyn، المجر، خلال 26 يونيو 1944، الجبهة الشرقية.
انظر تنظيم لوفتفافه (1933–1945) لشرح الاختصارات المستخدمة أدناه. 

## الاستطلاع الاستراتيجي
- 2. (ف) / 11 ( جاسيونكا )
- 2. (ف) / 22 ( فوكشاني )
- 2. (ف) / 100 ( لوبلين )

## النقل (واجبات خاصة)
- 14 St./Transportgeschwader 4 ( أوديسا )

## الاستطلاع الاستراتيجي
- 3. (F) / 121 (Ziliştea)
- NSt.1 ( فوكشاني )

## الاستطلاع التكتيكي
- Stab / NAGr.1 ( كيشيناو )
- 2 / NAGr.16 ( كيشيناو )
- Stab / NAGr.14 ( كومرات )
- 1. /NAGr.14 ( كومرات )
- 2. /NAGr.14 ( باكاو )

## الاستطلاع البحري
- Stab / FAGr.125 (انظر) ( كونستانتسا )
- 1. (ف) / 125 (انظر) ( فارنا، بلغاريا)
- 3. (ف) / 125 (انظر) ( مامايا )
- (رم) A.St.22 / 1 ( تشيوكيرليا، رومانيا)
- (رم) 101. أ. ( مامايا )
- (بلغ) انظر. A.St. ( فارنا، بلغاريا)

## المقاتلات
- Stab / JG 52 (Manzar)
- I./JG 52 ( لايبزيغ، رومانيا)
- II. / JG 52 (مانزر)
- ثالثًا. / JG 52 ( رومانيا )
- 15 (كروت. ) / JG 52 (Ziliştea)

## غارة جوية برية
- Stab/SG 2 (Huşi)
- I./SG 2  (Huşi)
- II./SG 2 (Ziliştea)
- III./SG 2 (Huşi)
- II./SG 10 (Culm)
- 10.(Pz)/SG 2 (Trotuş)
- 14.(Pz)/SG 2 (Trotuş)

## هجوم بري ليلي
- Stab / NSGr.5 (Manzar)
- 1. /NSGr.5 ( رومان )
- 2. /NSGr.5 ( كيشيناو )
- 3. /NSGr.5 ( كيشيناو )

## القاذفات (متوسطة)
- I./KG.4 ( فوكشاني )

## القادة

علم لوفتفلوت

- الجنرال روبرت ألكسندر لور ، 18 مارس 1939 - 20 يوليو 1942
- المارشال الميداني فولفرام فريهر فون ريختهوفن ، 20 يوليو 1942 - 4 سبتمبر 1943
- غنرال أوبرست Otto Deßloch ، 4 سبتمبر 1943 - 17 أغسطس 1944
- جنرال لوتنانت Alexander Holle ، 25 أغسطس 1944 - 27 سبتمبر 1944
- الجنرال Otto Deßloch 28 سبتمبر 1944 - 21 أبريل 1945